# José Miguel Moreno
José Miguel Moreno (* 1955 in Madrid) ist ein spanischer Lautenist und Gitarrist. Er gilt als einer der führenden Spezialisten auf historischen Zupfinstrumenten für die Musik des 16. und 17. Jahrhunderts.

## Musikalischer Werdegang
1977 gewann er den Ersten Preis des Incontri Chitarristici di Gargnano in Gargnano. Danach begann er eine internationale Karriere als Interpret historischer Lauten-, Vihuela-, Theorben- und Gitarrenmusik vor allem des 16. und 17. Jahrhunderts. Moreno spielte auf zahlreichen Festivals und gewann mehrere bedeutende Platten- und CD-Preise. Er machte Aufnahmen und unternahm Konzerte u. a. mit Hesperion XX unter Jordi Savall, mit Emma Kirkby und Teresa Berganza. Er gründete zwei eigene Ensembles, La Romanesca und Orphenica Lyra, und ist mit seinem Bruder, dem Geiger Emilio Moreno, Mitbegründer des CD-Labels Glossa Music.

## Diskografie (Auswahl)
- Músic en el Quijote - Romances, songs, instrumental pieces. Ensemble Orphénica Lyra, José Miguel Moreno.
- Fantasía - Music by Luys Milán. José Miguel Moreno, Vihuela, Eligio Quinteiro, Renaissancegitarre, Vihuela.
- La Gitarrera española I 1536-1836. José Miguel Moreno, Vihuela, Barockgitarre, klassische Gitarre.
- La Gitarrera española II 1818-1918. José Miguel Moreno, klassische Gitarre, moderne Gitarre.
- Luigi Boccherini - Gitarre Quintets G448, G451. Ensemble La Real Cámara, José Miguel Moreno.
- Claros y fescos ríos - Spanish Renaissance. Nuria Rial, Sopran, José Miguel Moreno, Vihuela.
- Gaspar Sanz - 1674-1675: Instrucción de música. Ensemble Orphénica Lyra, José Miguel Moreno.
- De occulta philosophia - Music by Johann Sebastian Bach. José Miguel Moreno, Barocklaute, Emma Kirkby, Sopran, Carlos Mena, Countertenor.
- John Dowland - ‘Semper Dowland Semper Dolens’. José Miguel Moreno, Eligio Quinteiro.
- Ars melancholiae - Sylvius Leopold Weiss. José Miguel Moreno, Barocklaute.
- Robert de Visée - Pièces de théorbe. José Miguel Moreno, Theorbe in D.
- Pièces pour théorbes français - Béthune, Visée, Lully et al. José Miguel Moreno, Angélique, Theorbe in D.
- Las mujeres y cuerdas - Songs and Gitarre pieces. Marta Almajano, Sopran, José Miguel Moreno, Gitarre.
- Canto del cavallero - Fuenllana, Pisador, Milán et al. José Miguel Moreno, Vihuela.
- Canción del emperador - Daça, Ortiz, Narváez et al. José Miguel Moreno, Vihuela.
- Al alva venid - Spanish Renaissance music. Ensemble La Romanesca, José Miguel Moreno.
- Música en tiempos de Velázquez - Hidalgo, Marín, Sanz et al. Ensemble La Romanesca, José Miguel Moreno.
- Libro de musica - Spanish Renaissance music. Ensemble Orphenica Lyra, José Miguel Moreno, Nuria Rial, Sopran, Carlos Mena, Countertenor.
- Seguidillas, arias, canciones - Fernando Sor, Vicente Martín y Soler. Teresa Berganza, Mezzosopran, José Miguel Moreno.
- Lachrimae - John Dowland. Hespèrion XX, José Miguel Moreno.
- Ariette italienne - Seguidillas, Variaciones - Fernando Sor. Montserrat Figueras, Sopran, José Miguel Moreno.